# Нана Мерівезер
Нана Мерівезер (24 травня 1985 , Преторія ) — американська філантроп, колишня професійна волейболістка та переможниця конкурсів краси «Міс Меріленд США 2012», «Міс США 2012» (з 19 грудня 2012 року після того, як переможниця Олівія Калпо завоювала титул «Міс Всесвіт 2012»), співзасновниця некомерційної організації «Meriwether Foundation», а також дворазова всеамериканська волейболістка в Каліфорнійському університеті в Лос-Анджелесі.

## Життєпис та кар'єра

### Ранній життєпис
Нана Мерівезер народилася 24 травня 1985 року в Акорнхуку, лікарня Тінцвало, Південна Африка. Її батько — Делано Мерівезер, перший афроамериканець, студент Медичного факультету Університету Дьюка, а мати Номвімбі Мерівезер — південноафриканка і працює юристом. Її батьки на момент народження Мерівезер працювали волонтерами в Південній Африці. У дитинстві та юності жила в Потомаку, штат Меріленд. Пізніше закінчила Sidwell Friends School у Вашингтоні, округ Колумбія.
Мерівезер грала у волейбол в Університеті Дюка протягом одного семестру. Пізніше перейшла до Каліфорнійського університету в Лос-Анджелесі, де двічі була визнана всеамериканською волейболісткою NCAA і закінчила ЗВО за спеціальністю політології . Після закінчення навчання Мерівезер професійно грала у волейбол за Лас Індіас де Маягуес у Пуерто-Рико, а також тренувалась у складі жіночої національної збірної США з волейболу на літніх Олімпійських іграх 2008 року. Пізніше Нана Мерівезер отримала ступінь з домедичних наук в Університеті Південної Каліфорнії.

### Конкурси краси

#### Державні титули
Мерівезер брала участь у своєму першому конкурсі, організаваному «Міс Всесвіт», «Міс Каліфорнія США 2008», представляючи Малібу, де вона не потрапила до півфіналу. Мерівезер повернулася до «Міс Каліфорнія США» в 2009 році, цього разу представляючи Беверлі-Гіллз, де вона посіла третє місце після Керрі Пріджан. Мерівезер брала участь у конкурсі «Міс Каліфорнія США 2010» і посіла перше місце. Востаннє брала участь у конкурсі «Міс Каліфорнія США» у 2011 році, де посіла четверте місце після Алісси Кампанелли, яка в подальшому виграла «Міс США 2011».
Після чотирьох років змагань у конкурсі «Міс Каліфорнія США», Мерівезер повернулася до свого штату Меріленд і стала " Міс Меріленд США 2012 ". Вона виграла титул і отримала право представляти штат на «Міс США» .

#### Міс США 2012
Мерівезер представляла Меріленд на конкурсі "Міс США 2012 ", де врешті-решт посіла перше місце після Олівії Калпо з Род-Айленда . 19 грудня 2012 року Олівія Калпо здобула титул «Міс Всесвіт 2012». Відповідно до протоколу конкурсу, Міс США повинна втратити свій титул, щоб виконувати свої обов'язки «Міс Всесвіт». Наступна у рейтингу, Нана Мерівезер стала, таким чином, новою «Міс США 2012». Після одержання нагороди Мерівезер стала найстарішою учасницею, яка коли-небудь була коронована на Міс США у віці 27 років. Цей рекорд був подоланий Чеслі Кріст, яка стала переможцем у 2019 році.

### Волонтерська діяльність
Мерівезер є співзасновником Фонду Мерівезер, яким вона керує разом із членами своєї родини. Організація здійснює програми в галузі охорони здоров'я, освіти, харчування та розвитку в сільських та збіднілих громадах Південної Африки . Мерівезер працювала помічником Гленди Бейлі, головного редактора Harper's Bazaar . Вона працювала для Carine Roitfeld CR Fashion Book, Vanity Fair та Vogue Australia та допомагала його створенню. Заснована Джозефом Любіном, Мерівезер приєдналася до ConsenSys у 2018 році, де вона допомагає будувати децентралізовані компанії та додатки для блокчейну Ethereum.